# Фрапе
Фрапе (на гръцки: φραπέ, фрапе), също гръцко фрапе или кафе фрапе, е гръцка ледена напитка, направена от разтворимо кафе.
Тя е много популярна в Гърция и Кипър, особено през лятото, но вече е разпространена и в много други страни.

## Име
В превод от френски думата frappé означава разбъркан или охладен, докато в съвременната гръцка култура думата фрапе главно се възприема като асоциация, свързана с подготовката на кафе фрапе.

## История
Фрапето е създадено през 1957 г. по време на Международния панаир в Солун. Представителят на Nestle Янис Дрицас представя нов продукт за деца – шоколадова напитка, която се приготвя мигновено след смесването ѝ с мляко и разбиването ѝ в шейкър. Служителят на фирмата Димитрис Вакондиос търси начин да си приготви напитка от разтворимото кафе по време на полагащата му се почивка. Така той разтваря кафето в студена вода и го разбърква с помощта на шейкъра.
Този импровизиран експеримент поставя началото на популярната гръцка напитка. За по-малко от 50 години напитката се налага като символ на идеологията на отпускането и насладата, така характерна за гръцката култура и начин на живот.

## Вариации
Фрапето се предлага в три степени на сладост в зависимост от количеството захар, което се използва:

Гликос (на гръцки: γλυκός, сладко) – 2 ч.л кафе и 4 ч.л. захар

Метриос (на гръцки: μέτριος, средно сладко) – 2 ч.л. кафе и 2 ч.л. захар

Скетос (на гръцки: σκέτος, без захар) – 2 ч.л. кафе и без захар

Всички тези разновидности могат да се комбинират с мляко. Сервира се задължително във висока чаша и със сламка, почти винаги придружено с чаша вода.

## Извън Гърция
Фрапето е широко разпространено и в Кипър, където кипърските гърци приемат напитката в своята култура. Популярно е също в Албания, Северна Македония, Тайланд, Малайзия, Индонезия, части от Турция, Украйна, Полша, Румъния и др.
През последните години имигранти от Балканите пренасят фрапето в своите родини, като внасят леки изменения – в България например често се сервира с кока кола, вместо с вода, в Дания се използва студено мляко вместо вода като добавка, а в Сърбия е популярно да се прибавя сладолед.